# محمد البدراوی
محمد البدراوی (انگلیسی: Mohamed El Badraoui؛ زادهٔ ۲۷ ژوئن ۱۹۷۱) ورزشکار اهل مراکش است.
از باشگاه‌هایی که در آن بازی کرده‌است می‌توان به باشگاه فوتبال اسپرانس تونس و بورسااسپور اشاره کرد.
وی به همراه تیم ملی فوتبال مراکش در بازی‌های المپیک تابستانی ۱۹۹۲ شرکت کرده است.